# Hełm vz. 32

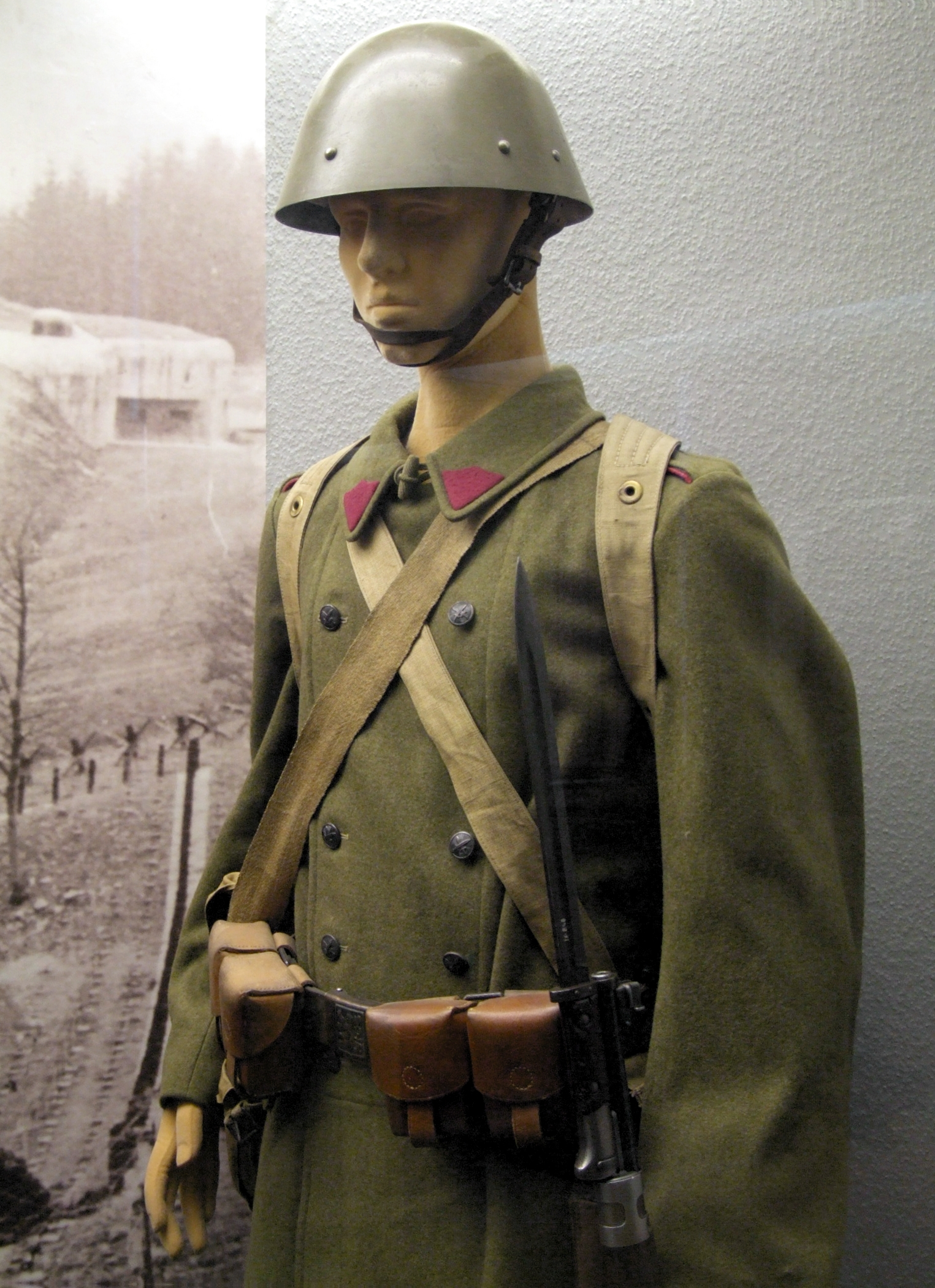
Hełm czechosłowacki vz. 32 jako część zimowego munduru polowego żołnierza Armii Czechosłowacji

Hełm vz. 32 (czes. Přílba vz. 32) – czechosłowacki wojskowy hełm stalowy skonstruowany w pierwszej połowie lat 30. XX wieku i oficjalnie przyjęty do wyposażenia armii czechosłowackiej w lipcu 1934.
Produkowany w kilku zakładach, przede wszystkim w Sandrik Dolné Hamré na terenie dzisiejszej Słowacji. Używany w jednostkach czechosłowackiej piechoty i kawalerii. Do 15 marca 1939 wyprodukowano 1 021 548 hełmów. Po wkroczeniu Niemców i utworzeniu przez nich 16 marca 1939 Protektoratu Czech i Moraw produkcję hełmów wstrzymano – część Niemcy sprzedali do Jugosławii, Finlandii i Chile. W czasie II wojny światowej hełmu vz. 32 używało czeskie kolaboracyjne Wojsko Rządowe, armia słowacka i członkowie Luftschutzu. Po roku 1945 hełmy vz. 32 sprzedawano do Egiptu, Algierii, Wietnamu i na Kubę.

## Opis

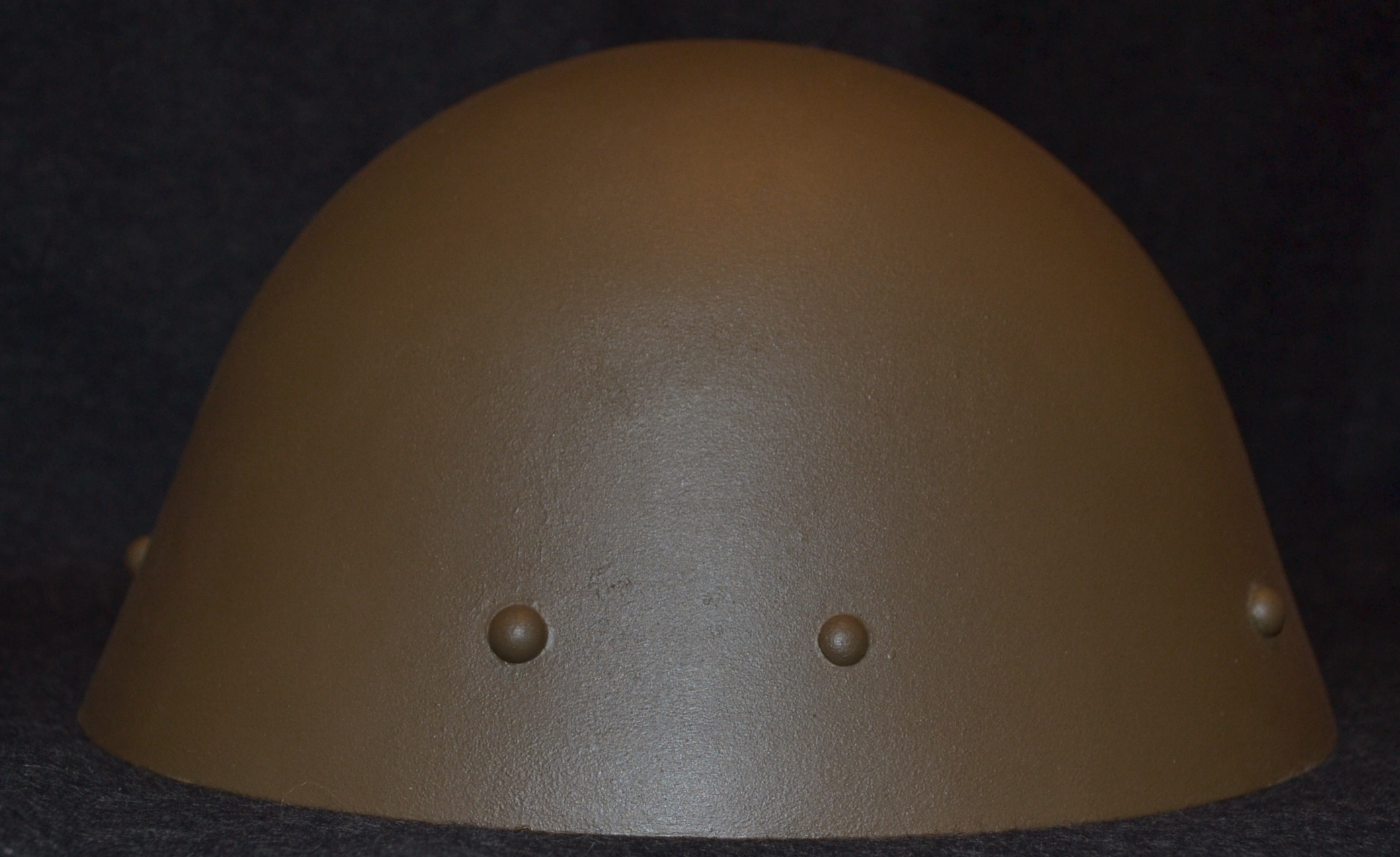
Widok z boku

Hełm jednoczęściowy, o symetrycznej sylwetce, bez daszka i nakarczka. Obrzeże czerepu obcięte, nie zawalcowane. Wyposażenie wewnętrzne składa się z pięciu podłużnych poduszek ze skóry i tkaniny, rozciętych płytko w górnej części, wypełnionych włosiem i związanych w szczycie sznurowadłem. Poduszki przytwierdzone są do krótkich blaszek, przymocowanych bezpośrednio do czerepu za pomocą rozginanych nitów, które mają duże półkoliste łby średnicy 10 milimetrów. Podpinka skórzana z rozcięciem na brodzie mocowana jest do uchwytów przynitowanych bezpośrednio do czerepu.
Hełm czechosłowacki vz. 32 produkowano w dwóch rozmiarach:
- wysokość: 147 mm, szerokość: 236 mm, długość: 276 mm, waga: 1080–1180 g,
- wysokość: 152 mm, szerokość: 246 mm, długość: 288 mm, waga: 1140–1250 g.

## Hełm vz. 32 (wz. 32) w Ludowym Wojsku Polskim
Do początku lat 50. XX wieku w Ludowym Wojsku Polskim używano oprócz hełmów radzieckich SSz-40 także pewną liczbę kilku innych typów hełmów. Jednym z nich był hełm czechosłowacki wz. 32 który w LWP przemalowywano z oryginalnego koloru beżowego na khaki przy czym często ograniczano się do zewnętrznej części czerepu, wnętrze pozostawiając w kolorze beżowym. Białą farbą malowano polskiego orła typu wojskowego, ale nie było to regułą. Czechosłowackie podpinki, w wyniku szybkiego zużywania się wymieniane były na skórzane paski bez rozcięcia na brodzie, zaopatrzone w klamrę z bolcem.

Użytkownicy hełmów vz. 32
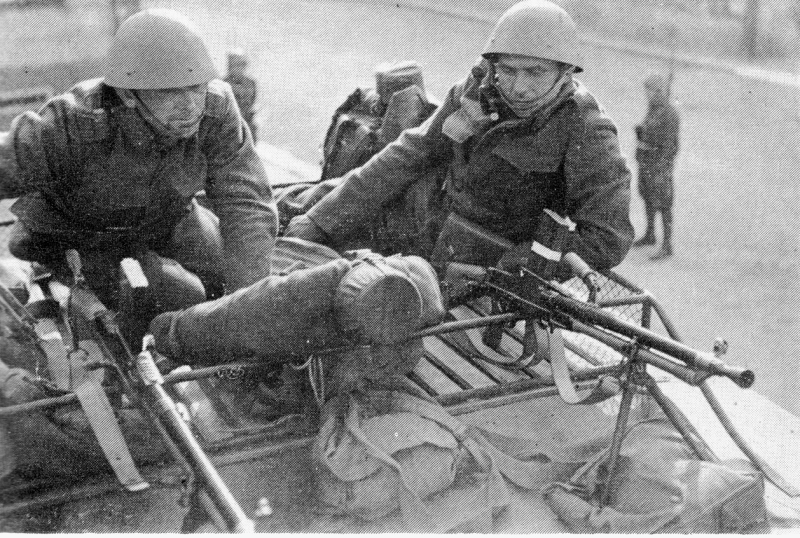
Armia czechosłowacka wobec Niemców sudeckich w 1938
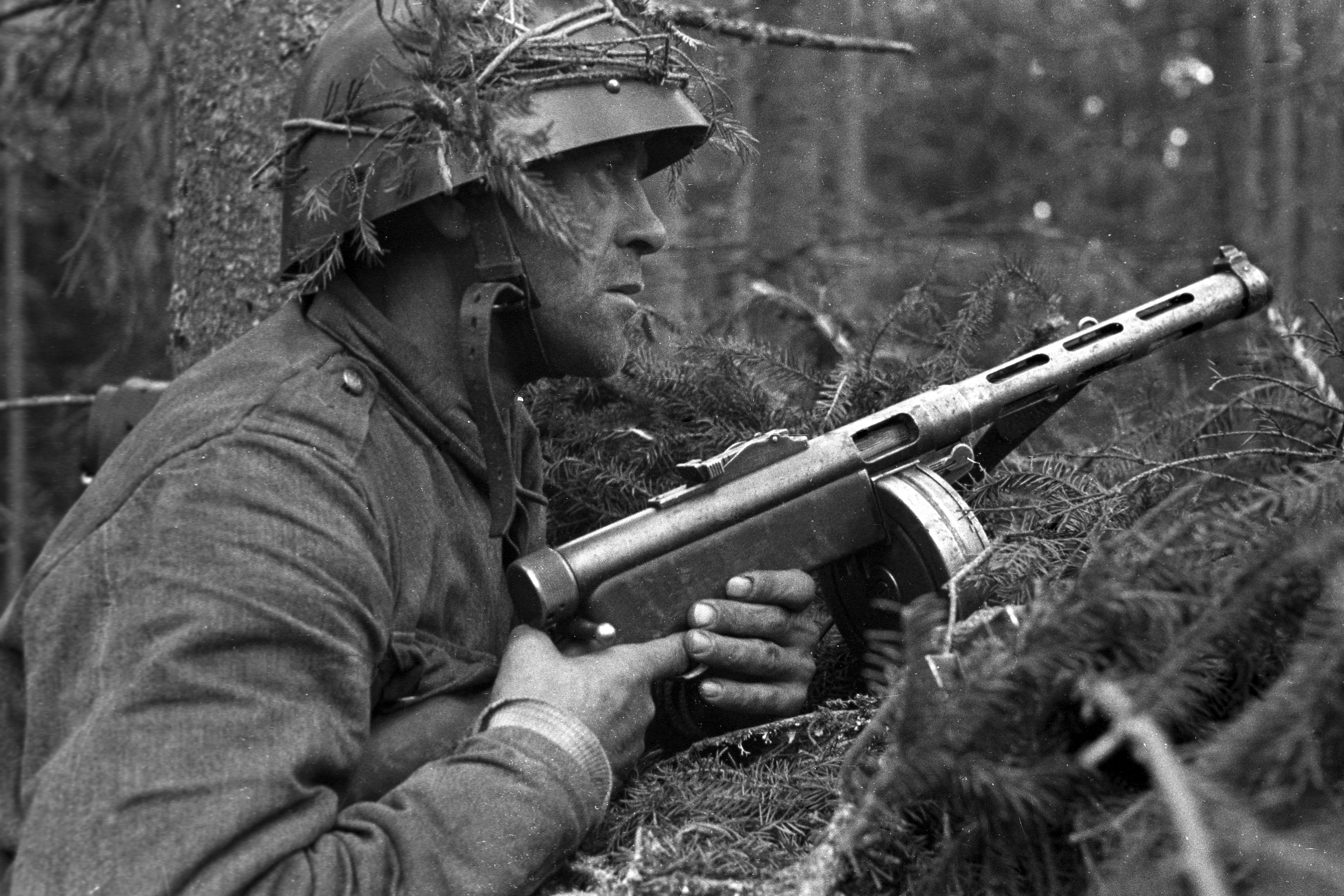
Żołnierz fiński w czasie wojny kontynuacyjnej w maju 1944
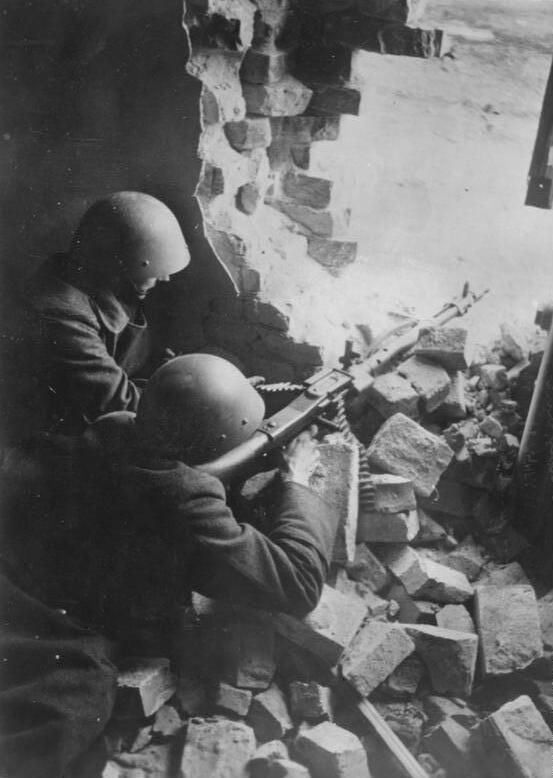
Niemiecki Volkssturm w czasie walk na Śląsku w 1945
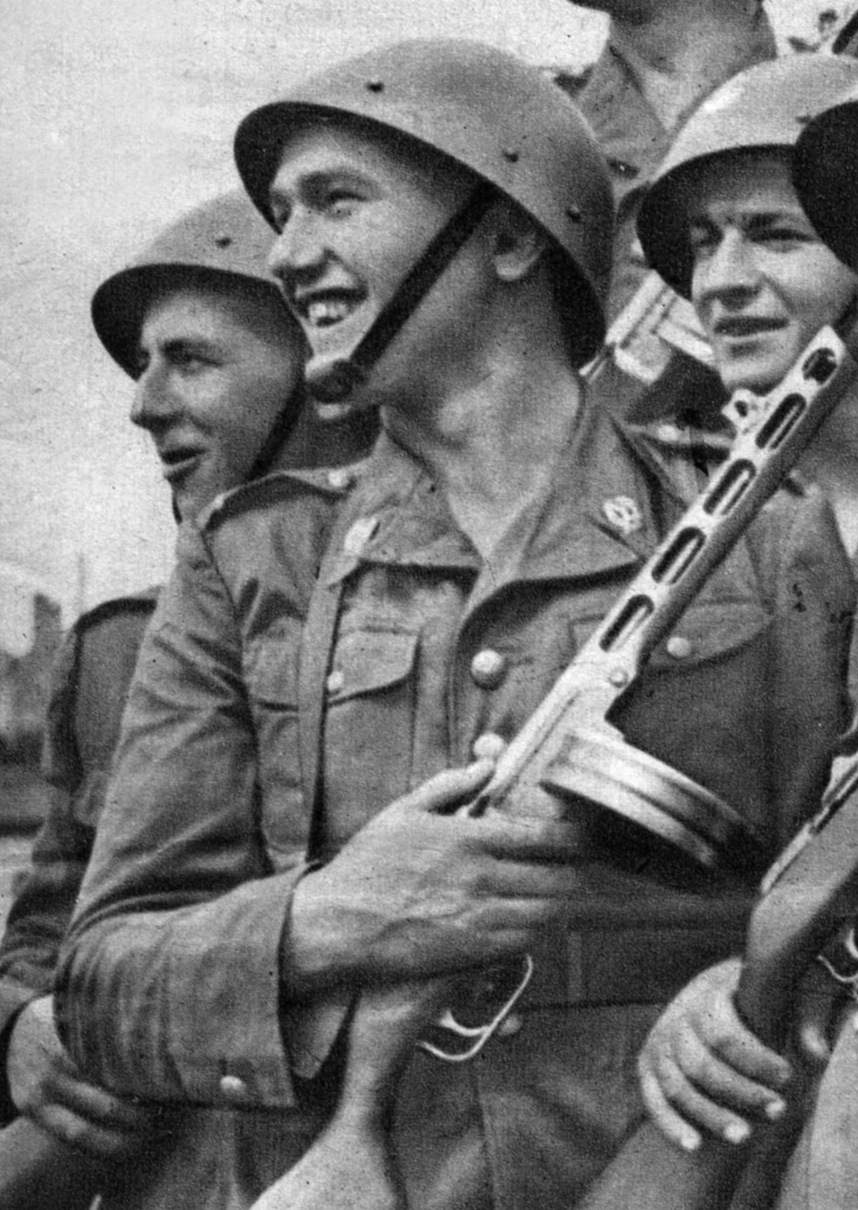
Żołnierze Ludowego Wojska Polskiego w 1951 roku

## Źródła
- Jacek Kijak: Hełmy Wojska Polskiego i organizacji paramilitarnych 1917–1991. Wyd. I. Warszawa:  Bellona, 1993. ISBN 83-11-07997-8. Brak numerów stron w książce